# Minas Morgul (Album)
Minas Morgul (sindarin für ‚Turm der Schwarzen Magie‘) ist das zweite Studioalbum der österreichischen experimentellen Extreme-Metal-Band Summoning. Es wurde 1995 bei Napalm Records veröffentlicht. Laut Aussage der Band wird es von vielen Fans und der Band selbst als heimliches Debütalbum Summonings angesehen und stellt für Summoning selbst weiterhin eine der wichtigsten Veröffentlichungen dar.
Minas Morgul wurde 2007 zusammen mit seinem Vorgängeralbum Lugburz und dem Nachfolgeralbum Dol Guldur vom spanischen Label Temple of Darkness Records als Picture-LP-Box und damit erstmals auf Vinyl veröffentlicht.

## Stil und Text
Verglichen mit dem Vorgängeralbum Lugburz aus dem gleichen Jahr markiert Minas Morgul einen deutlichen Wendepunkt in der Entwicklung von Summoning. Nach der Trennung von Schlagzeuger Alexander „Trifixion“ Trondl wurden die Schlagzeugparts mit dem Keyboard (nicht mit dem Drumcomputer) eingespielt, was für den Bereich des Black Metals eher unüblich ist, für Summoning aber im Laufe der Zeit typisch wurde.
War Lugburz noch am traditionellen Black Metal orientiert, so wurden auf Minas Morgul nun verstärkt Keyboards als melodietragende Instrumente eingesetzt. Im Gegensatz zu Dol Guldur aus dem Jahr 1996 sind die Gitarrenriffs noch nicht nur reine Begleitung, treten aber schon deutlich in den Hintergrund. Der Gesang ist das für den Black Metal typische Screaming, teilweise wurde dieses auch elektronisch verzerrt.
Wie bei allen Alben vor Let Mortal Heroes Sing Your Fame verwendeten Summoning für die Liedtexte ausschließlich Themen aus der Der-Herr-der-Ringe-Trilogie von J. R. R. Tolkien. Dabei wurden Textpassagen oder Gedichte Tolkiens aus den Romanen teilweise unverändert übernommen, da Summoning sich „als Komponisten und nicht als Poeten sehen und fühlen“ und daher nicht selber texten.

## Lieder
Das Intro Soul Wandering ist laut des Rezensenten Horrschd von medienkonverter.de „das einzig durchschnittliche an der CD“. Christian Heckmann bemängelt auf metal1.info, dass die Melodie, so nett sie auch sei, den Zuhörer nicht bei der Stange halten könne und langweile.
Lugburz ist nach dem Namen des Dunklen Turms Barad-dûr Saurons in Mordor in der Schwarzen Sprache benannt. Die Gedichte Cold Be Hand and Heart and Bone (Kalt sei Hand, Herz und Gebein) und When Winter First Begins to Bite (Kommt erst der Winter wieder her) bilden die textliche Basis des Liedes. Christian Heckmann bemängelt die Einfallslosigkeit und mangelnde Abwechslung des Stückes.
Für The Passing of the Grey Company wurde das Gedicht Over the Land There Lies a Long Shadow (Über dem Land liegt lang der Schatten) aus dem dritten Band des Herrn der Ringe verwendet. Dort heißt das zweite Kapitel des fünften Buches The Passing of the Grey Company. Als Graue Schar werden dort mehrere Dúnedain-Waldläufer bezeichnet, die Aragorn auf den Pfaden der Toten durch das Weiße Gebirge folgen.
Während Christian Heckmann meint, das Stück schließe sich nahtlos an das einfallslose Lugburz an, findet Myrn von metal.de, dass, da das Lied „so perfekt organisch arrangiert wurde, […] man sich die Melodien noch stundenlang anhören“ könne. Horrschd von medienkonverter.de hält The Passing of the Grey Company für „ein hervorragendes Stück Musik, genial in der Komposition“, es sei aber auch ein Beispiel für die mangelnde Qualität der bei der Produktion verwendeten Ausrüstung. Den Klang der Keyboards vergleicht er mit Super-Nintendo-Soundtracks.
Der Fluss Morthond (‚Blackroot‘/‚Schwarzgrund‘) ist Namensgeber für das vierte Lied, dessen Text sich aus Teilen des Gedichtes We Heard of the Horns in the Hills Ringing (Wir hörten von Hörnerklang in den Bergen), das den Fall Théodens thematisiert, zusammensetzt. Für Horrschd auf medienkonverter.de „schafft es [Morthond] wie kaum ein anderes Lied, eine abwärtsführende Verzweiflungsspirale im Kopf des Hörers aufzubauen“. Der Aufbau des Stückes spiegle den Verlauf negativer Phasen im realen Leben wider.
Marching Homewards ist für Christian Heckmann das einzige Lied des Albums, das er sich „im Vollbesitz [s]einer geistigen Kräfte freiwillig anhören würde“. Für John Chedsey von Satan Stole My Teddybear sind das Lied, und vor allem seine schnelleren Teile, Beispiele für den alten Black-Metal-Stil, der bei Minas Morgul noch vorhanden sei. Ralf Scheidler auf bloodchamber.de nennt Marching Homewards ein Beispiel dafür, wie die „harsche Simplizität des Black Metals […] mit epischen Keyboardarrangements und überaus gelungenen Percussions aus der Konserve“ verschmelze, „was der Musik einen fast meditativen Charakter“ verleihe.
Das kurze Interludium Orthanc wurde nach Sarumans Turm in Isengart benannt. Laut Heckmann ist das Instrumental eine Ausnahme von der Abwechslungslosigkeit des Albums.
Orthanc leitet über zu Ungolianth (in der Schreibweise der ersten deutschen Ausgaben von Tolkiens Silmarillion). Das Spinnenwesen Ungoliant ist die Namensgeberin für das Lied, in dem der Diebstahl der Silmaril durch Morgoth und Ungoliant aus der Sicht Morgoths erzählt wird.
Dagor Bragollach ist für John Chedsey das erste Stück des Albums, das die aktive Aufmerksamkeit des Zuhörers wecke. Das Lied, nach der Schlacht des Jähen Feuers aus dem Silmarillion benannt, kommt dabei ohne Gitarrenbegleitung aus und hat für Horrschd von medienkonverter.de „eine der mitreißendsten“ Melodien, die er je gehört habe. Myrn bezeichnet das Lied als „urgewaltig“, Ralf Scheidler als eines der „sphärische[n], fast klassische[n] Stücke“ des Albums.
Der größte Teil des Textes von The Legend of the Master-Ring besteht aus dem Gedicht The Lord of the Rings (Der Herr der Ringe) Tolkiens aus dem ersten Band des gleichnamigen Buches. Horrschd bezeichnete die Pianomelodie als „die beste Melodie […], die je in Tasten gehauen wurde“.
Dor Daedeloth, benannt nach dem Angband umgebenden Land des schrecklichen Schattens im Norden Beleriands bildet den Abschluss des Albums.

## Rezeption und Kritik
Minas Morgul und der Stilwechsel vom klassischen zum seitdem für Summoning typischen, keyboard-lastigen experimentellen Extreme Metal wurden von Kritikern und Fans überwiegend positiv aufgenommen. So vergibt Myrn auf metal.de die Höchstnote 10 und lobt das atmosphärisch dichte, komplexe, und rhythmisch mitreißende Arrangement der Lieder „ohne nur eine einfallslose, langweilige Stelle“.
In seiner Kritik für The Metal Observer vergibt Paul 8 von 10 Punkten für ein „fesselndes […] und grenzenlos interessantes (compelling […] and unfailingly interesting)“ Album einer „einzigartigen und faszinierenden Band (unique and fascinating band)“.
Der Rezensent A.K. von Sputnikmusic hebt die Vorreiterrolle Summonings im Bereich des atmosphärischen Black Metals hervor. Er würdigt das präzise Zusammenspiel der Instrumente und benotet das „bombatische, epische“ Album mit 4.5 von 5 möglichen Punkten. Mit 10 von 10 Punkten bewertet Coldhand auf metalstorm.net das Album. Auch für ihn machen die epische und mittelalterliche Atmosphäre Minas Morgul zu „einem der perfektesten Black-Metal-Kunstwerke (one of the most perfect pieces of Black Metal art)“. Daneben lobt er im Gegensatz zu den meisten Kritikern die Produktion und Abmischung des Albums und die Qualität der verwendeten Ausrüstung.
Die unausgereifte Produktion von Minas Morgul und vor allem der Klang der Keyboards sind jedoch für viele Rezensenten ein größeres Manko des Albums. Für Horrschd ist der „Klang der Keyboards, der wirklich das Prädikat ‚gewöhnungsbedürftig quäkend und eigentlich schrecklich‘ verdient hat“ der Grund, das Album, das er zuvor in den höchsten Tönen gelobt hat, mit 5 statt der Höchstnote von 6 Punkten zu bewerten. In die gleiche Richtung geht die Kritik von Deadleft bei voenger.de.
Während die Länge und das reduzierte Tempo der einzelnen Lieder sowie die häufigen Wiederholungen der Themen in manchen Kritiken besonders lobend erwähnt werden, ist dies für manche Kritiker ein großer Mangel des Albums. John Chedsey bezeichnet vor allem die erste Hälfte von Minas Morgul als „bestenfalls mühsam durchhaltbar (tedious at best to sit through)“ und verweist auf die späteren, seines Erachtens deutlich besseren Veröffentlichungen der Band.
Christian Heckmann verreißt das Album dagegen fast vollständig und vergibt 3 von 10 Punkten. Vor allem der seiner Meinung nach einfallslos programmierte Drumcomputer und die sich dauernd wiederholenden, seines Erachtens abwechslungslosen Gitarrenriffs sind der Grund für seine teils harsche Kritik. Auch die Produktion und die Abmischung des Albums wird bemängelt. So sei der Gesang kraftlos und zu weit in den Hintergrund gemischt, die Gitarre eindimensional und dünn, der Drumcomputer wirke steril und das Ganze werde schließlich „von den Keyboards plattgemacht“. Zwar blitze auf Minas Morgul „doch tatsächlich manchmal Kompetenz auf“, jedoch seien die Stücke fast immer zu lange geraten, um nicht langweilig zu werden. So sei Minas Morgul „keine grausame Ohrenfolter, sondern eigentlich nur stinklangweilig“.

## Titelliste
1. Soul Wandering – 2:32 (Instrumental)
2. Lugburz – 7:15
3. The Passing of the Grey Company – 9:16
4. Morthond – 6:44
5. Marching Homewards – 8:11
6. Orthanc – 1:39 (Instrumental)
7. Ungolianth – 6:37
8. Dagor Bragollach 5:05
9. Through the Forest of Dol Guldur – 4:47
10. The Legend of the Master-Ring – 5:27
11. Dor Daedeloth – 10:16

## Albumcover
Auch das Cover von Minas Morgul stellt wie die Cover aller Studioalben bis einschließlich Stronghold eine Burg oder Festung dar. Das hauptsächlich in Blautönen gehaltene Artwork zeigt eine befestigte Stadt in einer tiefen Schlucht. Myrn bezeichnet das Cover in seiner Rezension auf metal.de als „dürftig“ und rät dem Leser, sich nicht davon abschrecken zu lassen.